# Fish Hook Bay
Fish Hook Bay är en vik i Australien. Den ligger i delstaten Western Australia, omkring 39 kilometer väster om delstatshuvudstaden Perth. Fish Hook Bay ligger på ön Rottnest Island.
Genomsnittlig årsnederbörd är 1 018 millimeter. Den regnigaste månaden är maj, med i genomsnitt 176 mm nederbörd, och den torraste är februari, med 9 mm nederbörd.